# Hello Good Morning
Hello Good Morning è un singolo del rapper e produttore discografico statunitense Diddy, pubblicato nel 2010 ed estratto dall'album Last Train to Paris. 
Il brano, pubblicato a nome Diddy – Dirty Money, vede la collaborazione di T.I.. Esso è stato scritto da Marcella Araica, Rico Love, T.I. e Danja.

## Tracce
- Download digitale

1. Hello Good Morning (featuring T.I.) – 4:23

- Download digitale - Grime Remix

1. Hello Good Morning (featuring Skepta) – 2:39

- Download digitale - Official Remix

1. Hello Good Morning (featuring Nicki Minaj & Rick Ross) – 3:27

- EP digitale

1. Hello Good Morning (featuring T.I.) – 4:31
2. Hello Good Morning (featuring Tinie Tempah & Tinchy Stryder) – 3:46
3. Hello Good Morning (Music Video; featuring T.I.) – 4:43

## Video
Il videoclip della canzone è stato diretto da Hype Williams ed è caratterizzato dai cameo di Swizz Beatz, Rico Love e Rick Ross. 